# Приозёрный (Гомельская область)
Приозёрный (бел. Прыазёрны) — посёлок в Улуковском сельсовете Гомельского района Гомельской области Республики Беларусь.

## География

### Расположение
В 10 км от Гомеля.

### Гидрография
На реке Ипуть (приток реки Сож).

## Транспортная сеть
Транспортные связи по просёлочной, затем автомобильной дороге Добруш — Гомель. Планировка состоит из короткой меридиональной улицы. Деревянные крестьянские усадьбы около просёлочной дороги.

## История
Основан в начале 1920-х годов переселенцами из соседних деревень. В 1931 году жители вступили в колхоз. Во время Великой Отечественной войны в сентябре 1943 года немецкие оккупанты полностью сожгли посёлок. В 1959 году в составе племзавода «Берёзки» (центр — деревня Берёзки).

## Население

### Численность
- 2004 год — 10 хозяйств, 14 жителей

### Динамика
- 1940 год — 16 дворов, 64 жителя
- 1959 год — 99 жителей (согласно переписи)
- 2004 год — 10 хозяйств, 14 жителей